# アップルパイ・ストーリー
『アップルパイ♥ストーリー』は、牧村ジュンによる日本の漫画作品、およびそれを表題作とした漫画短編集。
『なかよし』（講談社）1977年8月号に掲載された。単行本は同社の講談社コミックスなかよしより刊行。

## 書誌情報
牧村ジュン 『アップルパイ♥ストーリー』 講談社〈講談社コミックスなかよし〉、1978年1月10日第1刷発行
表題作のほか、以下の読み切り4作品が同時収録されている。
- ガラス色の愛のかけら
- あなただけこんにちは
- メリーゴーランド♥ラブ（なかよし1977年12月号に掲載）
- ハッピーラブはSサイズ（同5月号に掲載）